# Adem Avcı
Adem Avcı (ur. 1 stycznia 1996) – turecki bokser kategorii lekkopółśredniej, brązowy medalista młodzieżowych igrzysk olimpijskich z 2014 roku.

## Kariera amatorska
W sierpniu 2014 zdobył brązowy medal na młodzieżowych igrzyskach olimpijskich w kategorii lekkiej. W półfinale przegrał na punkty z Włochem Vincenzo Arecchią, ale w walce o brązowy medal pokonał Rosjanina Bibierta Tumienowa.